# Ruth Bielfeldt
Ruth Bielfeldt (* 1971 in Heidelberg) ist eine deutsche Klassische Archäologin.

## Leben
Ruth Bielfeldt legte ihr Abitur 1990 in München ab und begann ein Studium der Klassischen Archäologie, der Griechischen Philologie und der Philosophie an den Universitäten München, Florenz und Heidelberg. Ihren Magistertitel erreichte Bielfeldt 1996 in München mit der Arbeit Der Dionysostempel in der südlichen Vorstadt von Pompeji, die Promotion folgte dort 2001 bei Luca Giuliani mit der Dissertation Die Orestie auf römischen Sarkophagen. Für die Arbeit wurde ihr für 2001/2002 das Reisestipendium des Deutschen Archäologischen Instituts zuerkannt, mit dessen Hilfe sie den Mittelmeerraum bereisen konnte. 2002/2003 vertrat sie eine Wissenschaftliche Assistentenstelle an der Universität Göttingen, 2003 bis 2005 an der Universität Heidelberg, 2005 bis 2008 war sie Assistentin in Heidelberg. Sie war Veranstalterin des von der Heidelberger Akademie der Wissenschaften finanzierten und im Januar 2008 durchgeführten Kolloquiums Ding und Mensch in der Antike. Gegenwart und Vergegenwärtigung. Von 2008 bis 2016 lehrte Bielfeldt als Associate Professor am Department of History of Art and Architecture der Harvard University. Seit Herbst 2016 ist sie W3-Professorin für Klassische Archäologie an der Universität München.
Bielfeldt nahm 2005 und 2006 an Ausgrabungen im syrischen Androna/al-Andarin sowie 2008 und 2009 im türkischen Pompeiopolis teil. Sie beschäftigt sich wissenschaftlich mit der Ikonologie, der römischen Begräbniskunst, insbesondere der römischen Sarkophage, der Urbanistik in der hellenistischen Zeit sowie mit den Städten Pompeji und Pergamon.
Bielfeldts  Forschungsschwerpunkte sind die Dingkulturen der Antike, Phänomenologie und Bedeutung von Licht, Bild und Mythos, Griechische und römische Grabikonographie, die römische Cena, hellenistische Städte Kleinasiens, Sakralräume zwischen Stadt und Landschaft. In ihren aktuellen Forschungsprojekten beschäftigt sie sich mit „Light from Pompeii: A comprehensive project on the lighting culture in the Vesuvian cities“, „New Perspectives on the Colossus of Rhodes“, „The Digital Colossus project“, „More than a thing: Figural hybridity in ancient furnishings“, „The Octagon in Pompeiopolis (Phaphlagonia)“.

## Schriften (Auswahl)
- Der Liber-Tempel in Pompeji in Sant' Abbondio. Oskisches Vorstadtheiligtum und kaiserzeitliches Kultlokal. In: Mitteilungen des Deutschen Archäologischen Instituts, Römische Abteilung 113, 2007, S. 317–371.
- Orestes auf römischen Sarkophagen. Dietrich Reimer Verlag, Berlin 2005, ISBN 3-496-02767-3.
- (Hrsg.): Ding und Mensch in der Antike. Gegenwart und Vergegenwärtigung. Universitätsverlag Winter, Heidelberg 2014, ISBN 978-3-8253-6274-4.
- u. a. (Hrsg.): Neues Licht aus Pompeji. Nünnerich-Asmus, Oppenheim 2022, ISBN 978-3-96176-207-1.